# Putrajawa
Putrajawa is een bestuurslaag in het regentschap Garut van de provincie West-Java, Indonesië. Putrajawa telt 6990 inwoners (volkstelling 2010).